# Malthinus baroniurbani
Malthinus baroniurbani es una especie de coleóptero de la familia Cantharidae.

## Distribución geográfica
Habita en Bután.